# Efeito médio do tratamento
O efeito médio do tratamento (average treatment effect ou ATE em inglês) é uma medida usada para comparar tratamentos (ou intervenções) em experimentos randomizados, avaliação de intervenções políticas e ensaios médicos. O ATE mede a diferença nos resultados médios entre unidades atribuídas ao tratamento e unidades atribuídas ao controle. Em um ensaio randomizado (ou seja, um estudo experimental), o efeito médio do tratamento pode ser estimado a partir de uma amostra usando uma comparação nos resultados médios de unidades tratadas e não tratadas. Entretanto, o ATE é geralmente entendido como um parâmetro causal (ou seja, uma estimativa ou propriedade de uma população) que um pesquisador deseja conhecer, definido sem referência ao desenho do estudo ou procedimento de estimativa. Tanto estudos observacionais quanto estudos experimentais com atribuição aleatória podem permitir estimar um ATE de várias maneiras.
O efeito médio do tratamento está, sob algumas condições, diretamente relacionado ao gráfico de dependência parcial. 

## Definição geral
Originário das primeiras análises estatísticas nos campos da agricultura e da medicina, o termo "tratamento" é agora aplicado, de forma mais geral, a outros campos das ciências naturais e sociais, especialmente psicologia, ciência política e economia, como, por exemplo, a avaliação do impacto de políticas públicas. A natureza de um tratamento ou resultado é relativamente sem importância na estimativa do ATE — ou seja, o cálculo do ATE exige que um tratamento seja aplicado a algumas unidades e não a outras, mas a natureza desse tratamento (por exemplo, um produto farmacêutico, um pagamento de incentivo, uma propaganda política) é irrelevante para a definição e estimativa do ATE.
A expressão "efeito do tratamento" refere-se ao efeito causal de um determinado tratamento ou intervenção (por exemplo, a administração de um medicamento) em uma variável de resultado de interesse (por exemplo, a saúde do paciente). Na "estrutura de resultados potenciais" de causalidade de Neyman-Rubin, um efeito de tratamento é definido para cada unidade individual em termos de dois "resultados potenciais". Cada unidade tem um resultado que se manifestaria se a unidade fosse exposta ao tratamento e outro resultado que se manifestaria se a unidade fosse exposta ao controle. O "efeito do tratamento" é a diferença entre esses dois resultados potenciais. Entretanto, esse efeito do tratamento em nível individual não é observável porque unidades individuais só podem receber o tratamento ou o controle, mas não ambos. A atribuição aleatória ao tratamento garante que as unidades atribuídas ao tratamento e as unidades atribuídas ao controle sejam idênticas (ao longo de um grande número de iterações do experimento). De fato, unidades em ambos os grupos têm distribuições idênticas de covariáveis e resultados potenciais. Assim, o resultado médio entre as unidades de tratamento serve como um contrafactual para o resultado médio entre as unidades de controle. As diferenças entre essas duas médias são o ATE, que é uma estimativa da tendência central da distribuição dos efeitos não observáveis do tratamento em nível individual.  Se uma amostra for constituída aleatoriamente a partir de uma população, o ATE da amostra (abreviado SATE) também é uma estimativa do ATE da população (abreviado PATE). 

## Definição formal
Se pudéssemos observar, para cada indivíduo, {\displaystyle y_{1}(i)} e {\displaystyle y_{0}(i)} entre uma grande amostra representativa da população, poderíamos estimar o ATE simplesmente tomando o valor médio de {\displaystyle y_{1}(i)-y_{0}(i)} em toda a amostra. No entanto, não podemos observar ambos {\displaystyle y_{1}(i)} e {\displaystyle y_{0}(i)} para cada indivíduo, uma vez que um indivíduo não pode ser tratado e não tratado. Por exemplo, no exemplo do medicamento, podemos apenas observar {\displaystyle y_{1}(i)} para indivíduos que receberam o medicamento e {\displaystyle y_{0}(i)} para aqueles que não o receberam. Este é o principal problema enfrentado pelos cientistas na avaliação dos efeitos do tratamento e desencadeou um grande conjunto de técnicas de estimativa.
O efeito do tratamento para indivíduos {\displaystyle i} é dado por {\displaystyle y_{1}(i)-y_{0}(i)=\beta (i)}. No caso geral, não há razão para esperar que esse efeito seja constante entre os indivíduos. O efeito médio do tratamento é dado por
{\displaystyle {\text{ATE}}=\mathbb {E} [y_{1}-y_{0}]}
e pode ser estimado (se uma lei de grandes números for válida)
{\displaystyle {\widehat {ATE}}={\frac {1}{N}}\sum _{i}(y_{1}(i)-y_{0}(i))}
onde a soma ocorre sobre todos {\displaystyle N} indivíduos na população.
Para definir formalmente o ATE, definimos dois resultados potenciais: {\displaystyle y_{0}(i)} é o valor da variável de resultado para o indivíduo {\displaystyle i} se não forem tratados, {\displaystyle y_{1}(i)} é o valor da variável de resultado para o indivíduo {\displaystyle i} se forem tratados. Por exemplo, {\displaystyle y_{0}(i)} é o estado de saúde do indivíduo caso não lhe seja administrado o medicamento em estudo e {\displaystyle y_{1}(i)} é o estado de saúde se o medicamento for administrado.